# Ernst Abbe
Ernst Karl Abbe (Eisenach, 23 januari 1840 – Jena, 14 januari 1905) was een Duitse natuurkundige.
Abbe was hoogleraar in Jena, en is het best bekend van zijn werk in optica. Hij heeft essentiële bijdragen geleverd aan onder meer de ontwikkeling van de afbeeldingstheorie voor microscopen. Naar hem genoemd is het getal van Abbe (ook wel dispersiegetal geheten), dat een maat is voor de kleurschifting van optische glassoorten.
Hij was wetenschappelijk leider bij Carl Zeiss in Jena, nadien eigenaar van het bedrijf. Hij werkte samen met de glasfabriek Glaswerk Schott & Genossen ter verbetering van het optiek. Hij ontwikkelde de eerste apochromatische lens en verbeterde vele optische toestellen. Verder introduceerde hij tijdens zijn samenwerking met de microscoopfabriek van Carl Zeiss in Jena de achturige werkdag, als reactie op de 14-urige werkdag van zijn eigen vader.